# Sisyranthus
Sisyranthus là chi thực vật có hoa trong họ Apocynaceae.
Các loài trong chi này là bản địa miền nam châu Phi.

## Các loài
Danh sách lấy theo The Plant List.
- Sisyranthus anceps Schlt., 1895
- Sisyranthus barbatus (Turcz.) N.E.Br, 1908
- Sisyranthus compactus N.E. Br., 1908
- Sisyranthus fanninii N.E. Br., 1908 = Sisyranthus fanniniae
- Sisyranthus fimbriatus Schltr.[5]
- Sisyranthus franksiae N.E. Br., 1910
- Sisyranthus huttoniae (S.Moore) S.Moore, 1907
- Sisyranthus imberbis Harv., 1863
- Sisyranthus macer (E.Mey.) Schltr., 1897
- Sisyranthus randii S.Moore, 1903
- Sisyranthus rhodesicus Weim., 1935
- Sisyranthus saundersiae N.E. Br., 1908
- Sisyranthus trichostomus (Harv.) K.Schum., 1895
- Sisyranthus virgatus E.Mey., 1838